# Richard-von-Weizsäcker-Platz

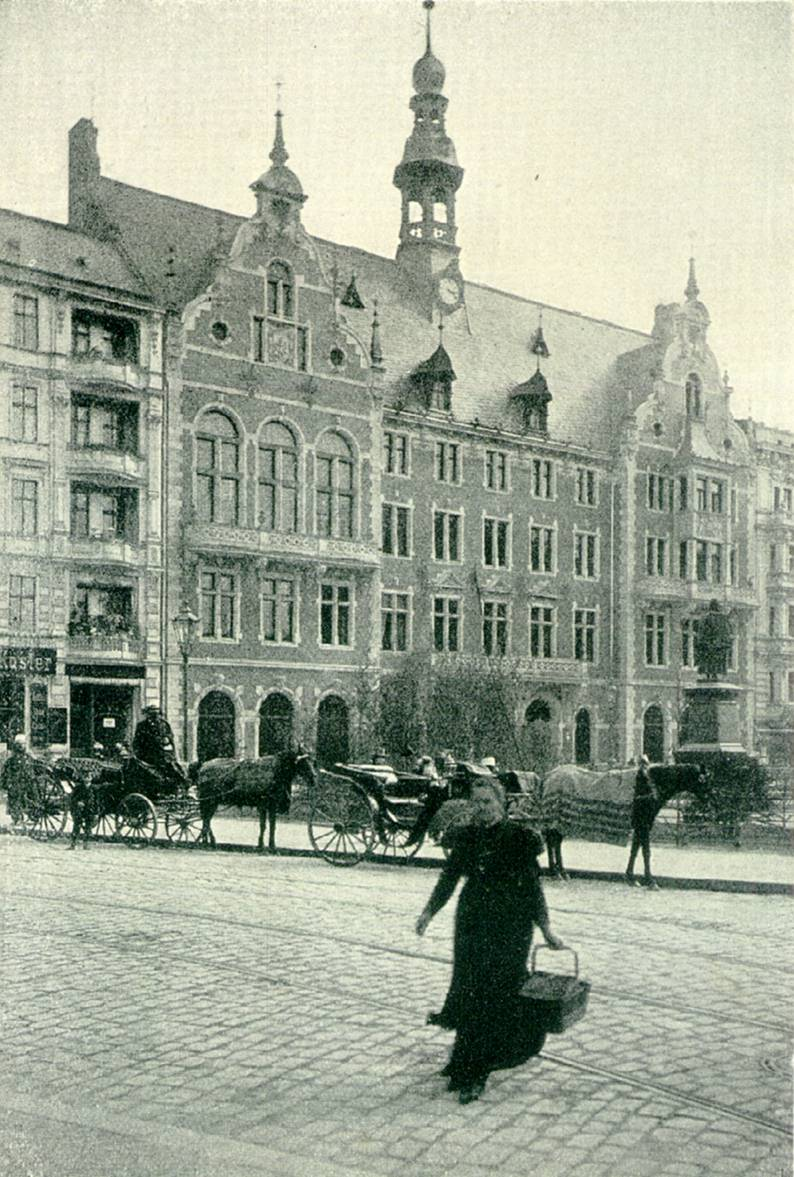
Historische afbeelding van het voormalige Rathaus Schöneberg aan de Kaiser-Wilhelm-Platz rond 1895

De Richard-von-Weizsäcker-Platz ligt in het Berlijnse stadsdeel Schöneberg, sinds 2001 gelegen in het district Tempelhof-Schöneberg. Het plein heeft de vorm van een driehoek en is vernoemd naar Richard von Weizsäcker, de zesde bondspresident (1984-1994) van Duitsland.
Tot 2022 heette het plein Kaiser-Wilhelm-Platz, vernoemd naar keizer Wilhelm I, van wie op het plein vroeger een monument stond. De Richard-von-Weizsäcker-Platz is een van de centra van het stadsdeel Schöneberg. Op het plein bevinden zich talrijke winkels. De volgende straten komen uit op de Richard-von-Weizsäcker-Platz:
- Hauptstraße;
- Kolonnenstraße;
- Crellestraße;
- Akazienstraße.

Vanuit de Richard-von-Weizsäcker-Platz loopt de Kolonnenstraße in oostelijke richting naar het Rote Insel en het station Julius-Leber-Brücke, die vervolgens als Dudenstraße verder loopt naar de voormalige luchthaven Berlin-Tempelhof. De Crellestraße (vroeger Bahnstraße) loopt naar het station Yorckstraße.
De Richard-von-Weizsäcker-Platz was het centrum van het oorspronkelijke dorp Neu-Schöneberg. Aan de oostzijde van de Richard-von-Weizsäcker-Platz bevond zich het oude Schöneberger Rathaus. Nadat het nieuwe stadhuis van Schöneberg aan de vroegere Rudoph-Wilde-Platz, thans John-F.-Kennedy-Platz, in 1914 klaar was, werd het oude gebouw gebruikt voor andere doeleinden en ten slotte vernield tijdens de Tweede Wereldoorlog.